# Interdit (anthropologie)
Pour les articles homonymes, voir interdit.
Les interdits sont les éléments médiateurs entre sacré et profane. Ils énoncent ce qu'il ne faut pas faire, mais pas ce qu'il faut faire. La transgression d'un interdit est censée déclencher des conséquences néfastes.

## En anthropologie
Les interdits sont souvent liés à une conception ou « mise en œuvre » particulière du monde. Ils visent à éviter des conséquences néfastes temporaires ou permanentes.
Si l'interdit n'est pas transgressé, alors la conséquence néfaste liée ne peut avoir lieu. Si une « conséquence néfaste » se produit, c'est que l'interdit a été transgressé.
Les interdits s'insèrent dans des cycles individuels (interdits pendant les menstruations des femmes, par exemple) ou dans l'organisation sociale plus générale (interdits alimentaires nombreux parmi lesquels celui sur la viande de porc pour l'islam).
Pour les fonctionnalistes, les interdits agissent comme un contrôle social : il s'agit de maintenir la cohésion du groupe et les valeurs de la société, en dehors d'une institution, sous la menace éventuellement. 
Les interdits sont parfois source de dissonance cognitive.